# 内海一郎
内海 一郎（うつみ いちろう、1898年（明治31年）5月7日 - 1972年（昭和47年））は、昭和初期に活躍した日本の歌手、舞台演出家。東京府（現：東京都）出身。
浅草オペラ時代には宇津美 清（うつみ きよし）の名で知られていた。妻は同じく歌手の松島詩子。

## 経歴・人物
東京府吾嬬町（後に東京市向島区東）で履物商を営む内海喜太郎の長男として生まれる。
1916年（大正5年）に東京音楽学校卒業後、浅草オペラで活躍した。1917年（大正6年）、河合澄子、天野喜久代、千賀美寿一らとともに佐々紅華の東京歌劇座に参加している。
レコードは宇津美清の時代からニッポノホンでお伽歌劇などを吹き込んでいるが、昭和期にはオリエントおよびニットーレコードでジャズソングを数多く録音した。特に1929年（昭和4年）4月に発売された『道頓堀行進曲』は大ヒットした。ニットー東京支社ではレコーディングディレクターも務めた。
1940年（昭和15年）、松島詩子と結婚しておしどり夫婦とうたわれ、戦後は舞台演出家としても長く活躍した。

## 代表曲
- 『銀座行進曲』（作詞 正岡容、作曲 塩尻精八、1928年12月）
- 『道頓堀行進曲』（作詞 日比繁次郎、作曲 塩尻精八、1928年12月）
- 『敦賀よいとこ』(作詞 丘伸衛、作曲 伊野冷晃、1929年)
- 『エンゼラミア』（作曲 エルノ・ラペー（英語版）、1929年5月）
- 『草津節』（群馬県民謡、編曲 篠原正雄、1929年5月）
- 『うるはしの君』（訳詞 中村彼路子、編曲 篠原正雄、1929年5月）
- 『モンパリ』（作詞 中村彼路子、作曲 J.ボアイエ（英語版）・V.スコット（英語版）、1929年6月）
- 『行進曲紐育』（作詞 中村彼路子、編曲 篠原正雄、1929年6月）
- 『東京夜曲』（1929年）
- 『登山の唄』（作詞 小国比沙志、作曲 船橋栄吉、1929年）
- 『串本節』（和歌山県民謡、編曲 島田治一、1929年）
- 『笑はれる彼奴』（作詞 岡二郎、作曲 ジャック・オッフェンバック、1929年）
- 『わしゃ腹が立つ』（作詞 岡二郎、編曲 島田治一、1929年）
- 『蝶々さん』（作歌 内海一郎、作曲 ジャコモ・プッチーニ）
- 『布晆アロハオエ』（作歌 内海一郎）
- 『故郷の空』（スコットランド民謡）
- 『流浪の旅』（作詞 後藤紫雲、作曲 宮島啓二）